# Age of Empires II: The Forgotten
Age of Empires II: The Forgotten (abbreviato in AoF) è la seconda espansione per il gioco di strategia in tempo reale Age of Empires II, in esclusiva per la versione in alta definizione disponibile su Steam. 
L'espansione nasce da una mod non ufficiale chiamata Forgotten Empires, ed è stata poi sviluppata dal team che aveva creato la mod in collaborazione con Skybox Labs. The Forgotten introduce cinque nuove civiltà (Italiani, Indiani, Slavi, Magiari e Inca), quattro nuove campagne, nuove unità, nuove tecnologie, nuove tipologie di gameplay, nuove mappe e una IA migliorata

## Novità
L'espansione introduce nuove modalità "Cattura la reliquia" e "Trattato" (Capture the Relic e Treaty), nuove mappe con una grandezza maggiore (quattro volte più grandi) e 5 nuove civiltà con 9 unità inedite.

### Civiltà
Le nuove civiltà sono: 
- Italiani: protagonisti dell'espansione, giocano un ruolo importante in gran parte delle nuove campagne. Le unità riservate sono 2: il balestriere genovese, arciere a corto raggio dotato di un bonus d'attacco contro le unità di cavalleria; il condottiero: robusto guerriero da mischia con un bonus di attacco contro i cannonieri e/o i giannizzeri turchi. Gli italiani godono di ottime unità di supporto da affiancare a quelle tradizionali. La loro meraviglia è la Cattedrale di San Lorenzo di Genova.
- Slavi: popolazione dell'est, sono protagonisti nella campagna di Dracula, unica esterna alla penisola italiana. L'unità riservata è il boiaro (boiardo), paladino europeo pesantemente corazzato, dotato di un'enorme quantità di punti di vita e armatura. Forte nelle incursioni in massa. Gli slavi puntano sulla pesantezza delle armi e sullo sfondamento pesante e definitivo. La loro meraviglia è la Chiesa della Trasfigurazione.
- Inca: completando il trio della civiltà indoamericane, gli Inca posseggono due unità riservate: il fromboliere, un lanciatore d'ascia efficace contro le unità di fanteria, e il kamajuk, un'unità di fanteria con bonus di attacco contro la cavalleria. Con la sua lunga lancia possiede una gittata molto estesa in grado di anticipare l'attacco della cavalleria ed annientarla rapidamente. Gli inca hanno una grande potenza a livello di fanteria; le unità riservate possono costruire l'ossatura dell'esercito necessario per chiudere una partita. La loro meraviglia è il Tempio del Sole di Machu Picchu.
- Indiani: assenti in tutte le campagne a sfondo europeo. Il loro arciere su elefante è tra le unità più massicce e mastodontica del gioco, insieme all'elefante persiano e al carro da guerra coreano. Potente contro qualsiasi avversario, l'arciere su elefante indiano soffre degli stessi problemi di quello persiano: il costo elevato e la lentezza. Per il resto l'elefante è indubbiamente l'unità più forte del gioco. Il potenziamento è un ulteriore rafforzamento del cammello da guerra a cammello imperiale. Il cammello imperiale indiano è più veloce, offensivo e resistente del precedente ed è in grado di sconfiggere facilmente paladini e altre unità di cavalleria corazzata. Gli indiani, come i Persiani, puntano sulla velocità e la potenza della cavalleria a scapito di una fanteria più vulnerabile. La loro meraviglia è Gol Gumbaz.
- Magiari: la civiltà più orientale fra gli europei, possiede una sola unità riservata e un'economia militare molto flessibile. L'unità riservata è l'ussaro. Con il potenziamento riservato Mercenari, è possibile assoldare tale cavaliere leggero senza alcun costo in termini d'oro. Ciò permette al giocatore magiaro di schierare una moltitudine di cavalieri leggeri per le razzie e gli attacchi veloci in poco tempo. L'unità non ha un attacco particolarmente elevato, ma ha una buona difesa contro le frecce e viene prodotto rapidamente. La forza dei magiari sta infatti, più che nell'efficacia delle singole unità, nella capacità di mettere in campo facilmente numerose unità. La loro meraviglia è il Castello Hunyad.

### Campagne
The Forgotten aggiunge nuove campagne alle precedenti, in parte basate sui seguenti eventi storici:
- Alarico: incentrata sulla figura del re visigoto Alarico, il quale dovrà cercare in ogni modo di dare una nuova terra al suo amato popolo nel territorio dell'Impero Romano sull'orlo del collasso.

- Sforza: sempre desideroso di gloria e ricchezze, Francesco Sforza spazia nell'Italia del XV secolo, offrendo i suoi servigi al più alto offerente. Le sue mire sono però al ducato di Milano che dovrà raggiungere con la forza e con l'astuzia.

- Bari: 400 anni dopo il crollo dell'Impero Romano, l'Italia è ancora alla mercé del più forte. La storia è basata sulla nobile famiglia bizantina dei Nautikos, stanziati sullo strategico porto di Bari, i quali cercheranno di prendere il controllo dell'Italia meridionale.

- Dracula: la storia è imperniata sulla leggenda e la storia vera di Vlad III, reggente della Valacchia nel XV secolo, territorio che dovrà difendere dal grande esercito ottomano che tenta l'espansione sulle sue terre e dalle mire di regnanti europee.

- El Dorado: impersonando Francisco de Orellana al fianco di Gonzalo Pizarro nella loro ricerca di El Dorado, la leggendaria città d'oro perduta, si attraverserà l'enorme foresta amazzonica.

- Prithviraj: con l'arrivo del XII secolo, l'India è divisa ancora in tanti clan Rajput. Uno di questi, il Chauhan, ha appena incoronato un nuovo sovrano. Il suo nome è Prithviraj e la sua determinazione ad unire gli stati rivali è senza precedenti. Ma cosa succede se proprio lui si innamora della figlia del suo peggior nemico? Come si potrà fermare l'avanzata dei musulmani da ovest?

- Battles of the Forgotten: personifica guerrieri in cerca di gloria come Riccardo Cuor di Leone, Minamoto no Yoritomo, il sultano Osman Ghazi, Khosrau e molti altri nelle loro grandi battaglie.